# Lamprosema alphalis
Lamprosema alphalis là một loài bướm đêm trong họ Crambidae.